# 南島原しんきりこども園
南島原しんきりこども園（みなみしまばらしんきりこどもえん）は、長崎県南島原市にある私立の幼保連携型認定こども園である。

## 概要
社会福祉法人新切福祉会が運営。かつての新切保育園（しんきりほいくえん）は長崎県の保育所として第一号となる保育所型認定こども園の認定を受けた保育所。また、国内で初めて日本サッカー協会のグリーンプロジェクトによる園庭緑化を実施した園。
旧南有馬町所在の大江保育園は同一法人の姉妹園。学校法人青藍学院は理事長が同一の関連法人。
雲仙普賢岳の麓の中山間部にあり「新しく切り開いた土地」に由来するといわれ、南島原市立新切小学校の校区が一般的に新切地区と呼ばれている。しかし、近年の人口減少・少子化により新切小学校区の児童割合は年々減少し、園に在籍する児童全体の3分の1程度となっている。つまり、3分の2は新切地区以外（有家小学校区・堂崎小学校区・蒲河小学校区・旧有家町以外の地区）からの児童が多く在籍している状態である（入園のしおりより）
近年、全国的に増加している芝生の校庭・園庭を早い時期から取り入れた園として知られている。芝生化する園や学校が増える理由としては、よちよち歩きの幼児でも転んだ時に擦り傷等がなく、また、活動量が増える3歳以上児にとっても、ダイナミックに身体を動かした運動ができる利点があると言われている。
認定こども園の認定を受けるに至った保育・教育内容について（入園のしおりより）「教育は、幼稚園と保育園の基準を満たす設備・職員配置、複数の外部講師による各種教室等や園外保育による体験活動等があり、食育は、栄養士によるアレルギー対応や食育計画の策定等、子育て支援は、医師や大学教授等による講演・人形劇団・音楽コンサート等の実施に特長がある」と記載されている。
このほか、休日保育や延長保育・学童保育など、働きながら子育てを行う家庭をサポートする特別保育事業や活動に対し積極的な取り組みを行う園として知られている。
平成27年4月からの新制度において幼保連携型認定こども園へ移行。併せて、新制度のこども園は保育所や幼稚園といったこれまでの制度の施設形態と異なるものであることから「南島原しんきりこども園」へ名称変更している。

## 沿革
- 1982年4月 - 新切保育園として開設。
- 2004年4月 - 定員変更認可　45名→60名
- 2008年3月 - 認定こども園に認定。長崎県の保育所型認定こども園として第一号[4]。
- 2015年4月 - 保育所認可を廃止し幼保連携型認定こども園の認可を受ける。南島原しんきりこども園へと名称変更。定員変更認可 合計85名（1号・2号・3号認定合計）
- 2016年4月 - 定員変更認可 合計95名（1号・2号・3号認定合計）
- 2019年12月-新園舎完成予定［南島原市有家町尾上3164番地2へ移転］

## 開園時間
- 7:00〜19:00（月曜〜土曜）[5]

## 特別保育事業等
- 休日保育（日曜・祭日）
- 延長保育（午後6時～午後7時まで）
- 障害児保育
- 一時保育
- 子育て支援拠点事業の実施
- 放課後児童健全育成事業（学童保育）の実施

## 年間行事
- 入園式（4月）
- 春の遠足（5月中旬～下旬）
- 潮干狩り（5月）
- 保護者親睦ミニバレー大会（6月）
- 歯科検診（6月）
- 内科検診（6月）
- 七夕まつり（7月）
- プール開き（7月）
- お泊り会（7月）
- 夕涼み会（7月）
- 人形劇観劇（8月）
- 運動会（9月中旬）
- 秋の遠足（10月）
- 健康診断（11月）
- 人形劇観劇（11月）
- おゆうぎ会（12月初旬）
- もちつき（12月）
- 節分（2月）
- ひなまつり（3月）
- マラソン大会（3月）
- 卒園式（3月下旬）

## 外部講師による教室
- からだ遊び教室（スポーツクラブとの提携による通年指導）
- 英語で遊ぼう（留学経験のある英語教室講師による通年指導）
- そろばん教室（そろばん塾講師による通年指導）
- スイミング教室（スポーツクラブとの提携による通年指導）

## 所在地等
- 〒859-2203 長崎県南島原市有家町尾上2901番地第2
- ［2020年1月より移転新築のため新園舎住所へ変更予定］　南島原市有家町尾上3164番地2